# Lucius Seius Avitus
Lucius Seius Avitus (vollständige Namensform Lucius Seius Luci filius Tromentina Avitus) war ein im 2. Jahrhundert n. Chr. lebender Angehöriger des römischen Ritterstandes (Eques).
Durch ein Militärdiplom, das auf den 13. Mai 105 datiert ist, ist belegt, dass Avitus 105 Kommandeur der Ala I Asturum war, die zu diesem Zeitpunkt in der Provinz Moesia inferior stationiert war. Er war in der Tribus Tromentina eingeschrieben.